# Naturalismus (literatura)

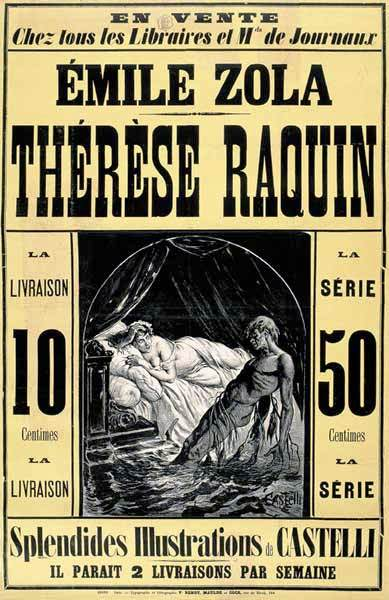
Naturalismus v roce 1867

Naturalismus (z latinského natura, příroda) je umělecký směr, který se snaží zachytit nezkreslenou realitu (alespoň takovou, jaká je v očích naturalistů). Vznikl v 70. letech 19. století ve Francii z klasického realismu. Za jeho tvůrce bývá označován Émile Zola, k dalším naturalistům v literatuře patří např. Guy de Maupassant, Gustave Flaubert a Alphonse Daudet.
Naturalistické spisovatele láká pesimismus – lidská bída, smrt i stáří. Tematicky se zaměřují na podmínky lidské existence v urbanizované, vědecko-průmyslové civilizaci. Podle nich není dobré vytvářet realitu ze snů, vyšší cíle jsou pro ně jen klamnou iluzí.[zdroj?] Jako lepší způsob bytí berou uvědomění pravé reality.[zdroj?] Naturalismus klade velký důraz na detailní popis prostředí i situací (například detailní líčení deliria v Zabijákovi) a na rozdíl od realismu, ve kterém hlavní postavu představuje průměrný člověk, naturalismus zobrazuje něčím výjimečné osoby (takzvaně „nejbídnější z bídáků“), stojící buďto na okraji společnosti, nebo na jejím vrcholu (Rusko). Hlavní postavy jsou určitým způsobem zvláštní, poznamenané, vyřazené. Mohou trpět fyzickou nebo psychickou narušeností.[zdroj?] Naturalisté se snaží o exaktní zobrazení předmětu pozorování, odmítají stylizaci. 
Základy naturalismu se objevují u Gustava Flauberta, první formulace v předmluvě k románu Germinie Lacerteux (Germinie Lacerteuxová, 1864) od bratří Goncourtů. Émile Zola jej rozvinul jako literárně-estetický program. Teoreticky jej zpracoval v knize Le roman expérimental (Experimentální román, 1880), teorii se pokusil uvést v praxi v románovém cyklu, literárním experimentu Les Rougon-Macquart (Rougonové-Macquartové, 1871–1893). Zola vycházel z teorie prostředí Hippolyta Taina spočívající v tom, že lidé jsou determinováni rasou, prostředím a dobou. Umělec volí tedy pouze postavy a syžet, umělcovo vědomí zastupuje měřící aparaturu. 
Původní filozofický význam slova naturalista odkazoval k inspiraci empiricky orientovanou přírodovědou. Naturalismus souvisí s determinismem. Ten vylučuje úlohu vůle, nebo výchovy člověka na svůj osud. Člověk je předurčen prostředím a vrozenými vlastnostmi (jsou dědičné).
Naturalistické romány se vyznačují odlidštěním. Autor nevstupuje ani nezasahuje do děje. Nechává vyvíjet události přesně tak, jak by se přirozeně udály. Cílem je obnažit člověka ve fyziologické podstatě (jako bytost řídící se pudy – ne mozkem).

## Naturalismus v české literatuře
V českém prostředí probíhaly diskuze o naturalismu od konce 70. let 19. století. Starší generace (zastoupena například Eliškou Krásnohorskou a mluvčím lumírovců Josefem Durdíkem) odmítala estetiku „ošklivosti“, která nebyla v souladu s představou lidu jako nositelem mravních hodnot a s uměleckým požadavkem harmonie pravdy, krásy a mravnosti. Naturalismus obhajovala mladá modernistická generace, Vilém Mrštík překládal Zolovy programové stati, František Xaver Šalda Zolovy teorie odmítl, ale jeho dílo vyzdvihoval. 
V české literatuře nebyl naturalismus příliš výrazný, nejsilněji se patrně projevil v díle Viléma Mrštíka, především v románu Santa Lucia. Bratři Alois a Vilém Mrštíkové ve svém díle Maryša.
Prvky naturalismu v symbióze s realismem se objevují v díle Ignáta Herrmanna U snědeného krámu (1890). 
Výrazně ovlivněn naturalismem byl i Josef Karel Šlejhar, který ale experimentoval i se symbolismem – Zátiší, Vraždění, Peklo, Kuře melancholik, Co život opomíjí.
Naturalismem byla ovlivněna i díla prozaičky Anny Marie Tilschové, která však bývá řazena spíše k realismu (např. Fany, Stará rodina, Synové, Dědicové).
Nejvýraznějším  českým naturalistou je Karel Matěj Čapek-Chod, jmenujme např. román Turbina (1916), nebo Antonín Vondrejc (1917–1918). Postavy jeho děl jsou determinovány nešťastnými okolnostmi, jakékoli ideály a vznešené city jsou ironizovány. Pro Čapka-Choda je příznačná znalost prostředí i jazyk různých sociálních vrstev. 